# 花のヨン組
花のヨン組（はなのよんぐみ）は、大相撲において平成4年度生まれ（平成4年4月2日から平成5年4月1日までに生まれた世代）の、関取となった以下の力士の総称である。彼らよりちょうど6年前に生まれた「花のロクイチ組」（昭和61年度生まれ、元横綱の稀勢の里寛・元大関の豪栄道豪太郎など）に由来する。十両以上の花のヨン組は以下の9人である（太字は令和7年5月時点で現役の力士）。
- 翔猿正也（最高位・東小結）：平成4年4月24日生まれ
- 宇良和輝（最高位・西小結）：平成4年6月22日生まれ
- 北勝富士大輝（最高位・東小結、現在年寄・大山）：平成4年7月15日生まれ
- 栃丸正典（最高位・西十両11枚目）：平成4年8月26日生まれ
- 千代鳳祐樹（最高位・西小結、現在年寄・錦島）：平成4年10月11日生まれ
- 大奄美元規（最高位・東前頭11枚目）：平成4年12月15日生まれ
- 御嶽海久司（最高位・東大関）：平成4年12月25日生まれ
- 大成道喜悌（最高位・西十両12枚目）：平成4年12月30日生まれ
- 千代の海明太郎（最高位・西十両8枚目）：平成5年1月11日生まれ
- 玉正鳳萬平（最高位・東前頭16枚目）：平成5年3月6日生まれ

平成の大横綱と呼ばれる白鵬翔（日本の学年では8つ上）が現役最終盤に及んでも活躍していた上に、その後継たる照ノ富士春雄（日本の学年では1つ上）も壁となっていたため、花のロクイチ組以上に三役以上の昇進者は少なく、2022年1月場所後に御嶽海が大関に昇進。花のヨン組は日本の地方の内、中国、北海道を除くすべての地方から関取を出している。
花のヨン組の知名度は、アマチュア相撲のエリートである御嶽海、北勝富士、アマチュア時代に特筆すべき成績を残してはいなかったが業師として名を馳せた宇良が中心となっていた。逆に中卒叩き上げで関取になったのは千代鳳だけである。
このうち御嶽海は幕内最高優勝を3回果たし、この世代で頭一つ抜けた実績を残している。
初のアフリカ出身力士の大砂嵐金崇郎も92年生まれであるが日本の学年では1学年上である。
次の世代は平成11年度生まれの力士たちが該当し、「花のイチイチ組」と呼ばれている。